# Orsanco
Orsanco (baskisch Ostankoa) ist eine französische Gemeinde mit 103 Einwohnern (Stand 1. Januar 2022) im Département Pyrénées-Atlantiques in der Region Nouvelle-Aquitaine (vor 2016: Aquitanien). Die Gemeinde gehört zum Arrondissement Bayonne und zum Kanton Pays de Bidache, Amikuze et Ostibarre (bis 2015: Kanton Saint-Palais).
Die Bewohner werden Ostankoar genannt.

## Geographie
Orsanco liegt ca. 50 km südöstlich von Bayonne im historischen Landstrich Mixe (baskisch Amikuze) der historischen Region Nieder-Navarra im französischen Teil des Baskenlands.
Umgeben wird Orsanco von den Nachbargemeinden:
| Beyrie-sur-Joyeuse |                                             | Saint-Palais |
|                    | Kompassrose, die auf Nachbargemeinden zeigt | Uhart-Mixe   |
| Lantabat           | Ostabat-Asme                                |              |

Orsanco liegt im Einzugsgebiet des Flusses Adour. Die Joyeuse, ein Nebenfluss der Bidouze, durchquert das Gebiet der Gemeinde zusammen mit ihren Zuflüssen, dem Pagardoyko Erreka und dem Lapitchuta Erréka.

## Geschichte
Drei Adelsfamilien bestimmten die Geschicke des Dorfes im Mittelalter. Aus der Grundherrenfamilie Ostankoa, die der Gemeinde ihren Namen gaben, leiteten sich drei Linien ab, die Familien Etxezar, Zohueta und Gensanne. Während der Hugenottenkriege, die ganz Navarra auseinanderrissen, lehnte sich der Grundherr Gensanne gegen seine Königin Jeanne d’Albret auf, was ihn ins Gefängnis brachte. Der Besitz der Familie wurde enteignet und der Grundherrenfamilie Montréal aus Peyrehorade im heutigen Département Landes übertragen. Während der Französischen Revolution wurden die Besitztümer der Kirche beschlagnahmt und der Pfarrer wurde deportiert, weil dieser sich geweigert hatte, den Eid auf die Zivilverfassung des Klerus abzulegen.
Toponyme und Erwähnungen von Orsanco waren:
- Orsanchoe, Orsacoe, Orsahaco und Orzanquem (1119),
- Orsacoe (1120, Kopialbuch der Abtei Saint-Jean de Sorde, S. 22),
- Sanctus Martinus de Orzachoe (1160),
- Orçacua (1264),
- Orçacoa (1292),
- Orçancoa (1349 und 1350),
- Orquancoe (1513, Urkunden aus Pamplona),
- Orçanco (1750, Karte von Cassini) und
- Orsanco (1793 und 1801, Notice Communale bzw. Bulletin des Lois).[4][5][6][7]

### Einwohnerentwicklung
Nach einem Höchststand der Einwohnerzahl von rund 530 in der ersten Hälfte des 19. Jahrhunderts reduzierte sich die Zahl bei kurzen Erholungsphasen bis in die 1970er Jahre auf 86 Einwohner, bevor ein Trend eines moderaten Wachstums einsetzte.
| Jahr      | 1962 | 1968 | 1975 | 1982 | 1990 | 1999 | 2006 | 2009 | 2022 |
| --------- | ---- | ---- | ---- | ---- | ---- | ---- | ---- | ---- | ---- |
| Einwohner | 116  | 106  | 86   | 91   | 89   | 96   | 96   | 96   | 103  |

## Sehenswürdigkeiten
- Pfarrkirche, geweiht Martin von Tours. Nichts ist von der ursprünglichen, zweifellos romanischen Vorgängerkirche übrig geblieben. Die heutige Pfarrkirche datiert aus dem 19. Jahrhundert. Sie besitzt einen Glockenturm über dem Eingangsvorbau, ein einschiffiges Langhaus und eine flache Apsis, die hochliegend oberhalb einer halbunterirdischen Sakristei gebaut ist. Eine Außentreppe führt an der Südseite zur innenliegenden Empore. Das barocke Altarretabel im Innern der Kirche stammt aus dem 18. Jahrhundert.[9][10] Auf dem angrenzenden Friedhof stehen neben rund 30 scheibenförmigen Grabstelen, Hilarri genannt, auch mit Navarrakreuzen versehene Grabstätten. Die Hilarri knüpfen an die Tradition der vorchristlichen Zeit und übermitteln nicht immer eine christliche Botschaft. Einige weisen eine Höhe zwischen 50 cm und 60 cm auf und datieren aus dem 17. Jahrhundert, andere sind älteren Datums und stammen vermutlich aus dem 16. Jahrhundert. Keine der Stelen gibt Aufschluss über den Namen des oder der Verstorbenen, viele tragen zumindest ein Datum. Die Navarrakreuze hingegen tragen generell keine Inschriften. Sie unterscheiden sich vor allem durch ihre charakteristische Form mit einem breiten Längsbalken und geschwungenen Umrissen.[11]

## Wirtschaft und Infrastruktur

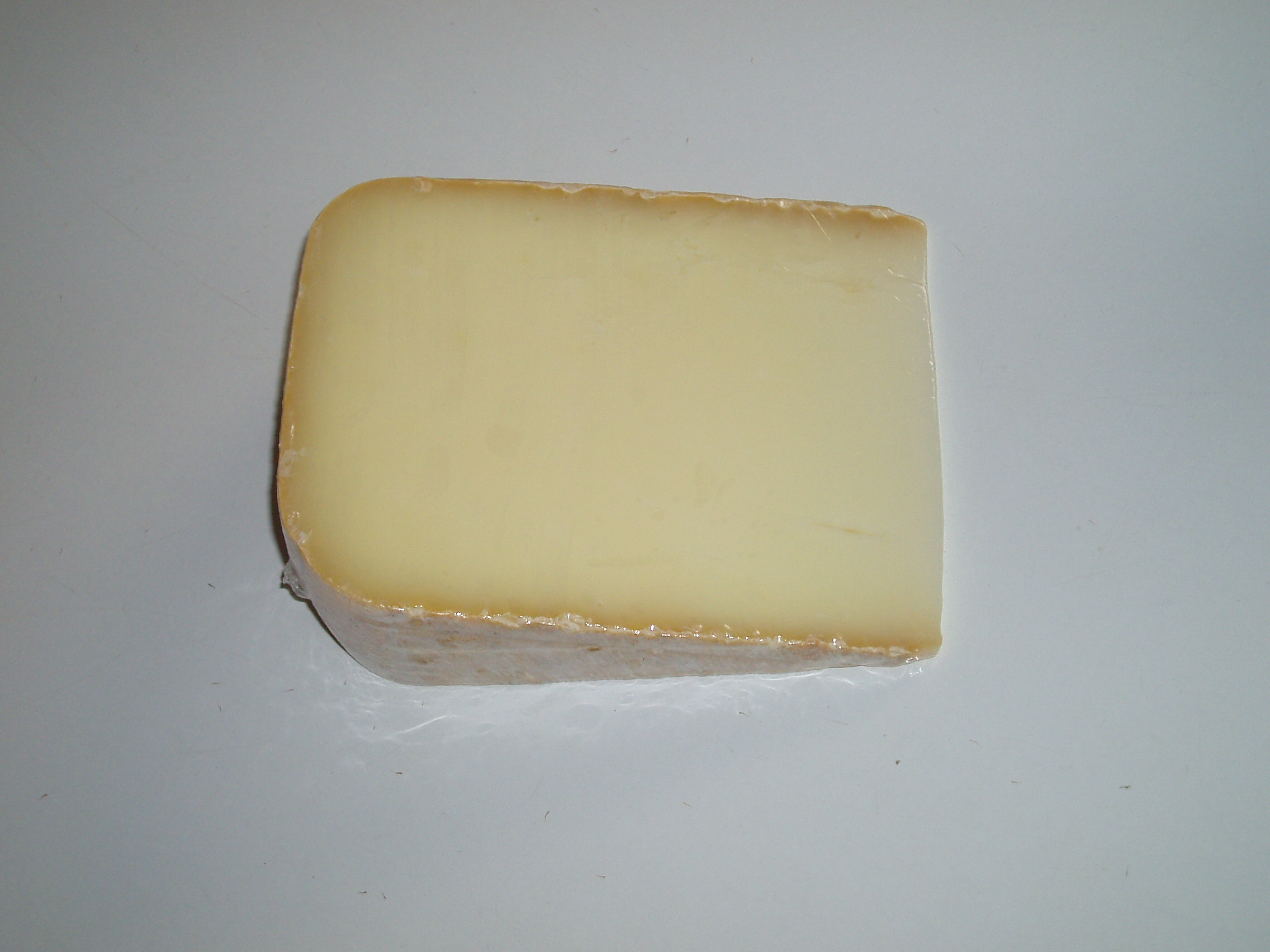
Ossau-Iraty

Die Landwirtschaft ist traditionell einer der wichtigsten Wirtschaftsfaktoren der Gemeinde. Orsanco liegt in den Zonen AOC des Ossau-Iraty, eines traditionell hergestellten Schnittkäses aus Schafmilch, sowie der Schweinerasse und des Schinkens „Kintoa“.

### Sport und Freizeit
Ein leichter Rundweg mit einer Länge von 7 km mit einem Höhenunterschied von 190 m führt vom Zentrum der Gemeinde über Felder und Wäldern an der Quelle Fontaine de la Vierge und an der Kapelle Soyarce (oder Soyarza) vorbei.

### Verkehr
Orsanco wird durchquert von der Route départementale 78.